# Coryphaenoides castaneus
Coryphaenoides castaneus är en fiskart som beskrevs av Shcherbachev och Iwamoto, 1995. Coryphaenoides castaneus ingår i släktet Coryphaenoides och familjen skolästfiskar. Inga underarter finns listade i Catalogue of Life.